# إريك اولسن (لاعب كرة قدم أمريكية)
اريك اولسن (بالإنجليزية: Eric Olsen)‏ هو لاعب كرة قدم أمريكية أمريكي، ولد في 16 يونيو 1988 في جزيرة ستاتن في الولايات المتحدة.

## وصلات خارجية
- اريك اولسن على موقع مرجع كرة القدم المحترفة.كوم (الإنجليزية)